# Gaspari Editore
Gaspari Editore è una casa editrice italiana specializzata in particolare nell'ambito storiografico. Fondata nel 1993 come Istituto Editoriale Veneto Friulano,si è occupata di tematiche legate alla storia dei rapporti fra contado e proprietà terriera, nonché al recupero della figura letteraria d'Ippolito Nievo, poi riproponendo autori come Cesco Tomaselli, Roberto Bencivenga e Piero Pieri legati alla tematica della prima guerra mondiale. Ha pubblicato saggisti eterogenei impegnati nella ricerca storico-archivistica e sviluppato anche collane di antropologia, fotografia, architettura, arte, narrativa e poesia. Il catalogo si compone di circa 500 titoli.